# Ophiocordyceps oecophyllae
Ophiocordyceps oecophyllae  (лат.) — вид энтомопатогенных грибов из семейства Ophiocordycipitaceae, принадлежит к классу аскомицетов. Паразитируют на муравьях-ткачах Oecophylla smaragdina. Обнаружен на останках муравьёв (без брюшка, без части ног и усиков) на листьях в кустарниковом подлесье в прибрежных тропических лесах в штате Квинсленд (Австралия, Licuala State Forest, Wongaling Beach). Мицелий белый, с возрастом коричневый. Конидии яйцевидные или цилиндрические, 5,5—10 × 1,5—3 мкм, гиалиновые, гладкие, округлые у вершины, немного затемнённые к основанию. Видовое название гриба дано по имени вида-хозяина (муравьиный род Oecophylla).